# Jan den Haen
Jan Jansz den Haen (Gouda, 1630 - Baai van Palermo, 2 juni 1676) was een Nederlands admiraal.

## Levensloop
Jan den Haen, zoon van de messenmaker Jan Jansz den Haen en Aefken Crijnen Hola, werd door zijn moeder in 1650 naar haar broer Cornelis Hola gestuurd, kapitein bij de Admiraliteit van Amsterdam, om op zijn schip als schrijver (administrateur) te gaan werken. Hij volgde zijn oom in diens verschillende commando's, zoals dat over de Gouda in 1652 tijdens de Eerste Engels-Nederlandse Oorlog. Toen Kees Hola in ongenade viel na een beschuldiging van lafheid getoond tijdens de Slag bij de Hoofden, ging Den Haen over op andere schepen. In 1653 voer hij op het schip de Bommel van kapitein Pieter van Brakel. In 1656 werd hij luitenant. Hij was als luitenant-commandeur van het schip de Haarlem (40 kanonnen) betrokken bij acties in het Oostzeegebied na de Slag in de Sont in 1658. Op 12 maart 1659 werd hij op datzelfde schip buitengewoon kapitein bij de Admiraliteit van Amsterdam. Den Haen werd in Denemarken ernstig ziek en was gedwongen weer naar Nederland te gaan. Dat betekende voor een extra-ordinaris kapitein dat de gage werd beëindigd en hij was gedwongen om voor zijn gezin onderstand aan te vragen bij de armenzorg.
In de aanloop naar de Tweede Engelse Oorlog werd Den Haen weer op actief gesteld en hij nam deel aan de Slag bij Lowestoft in 1665 als kapitein van de Stad en Lande in het vijfde eskader onder viceadmiraal Cornelis Tromp. Tijdens deze voor de Nederlanders rampzalig verlopen slag boekte Jan den Haen wel enig succes door de verovering van het schip de Great Charity (de in 1653 tijdens de Driedaagse Zeeslag op de Nederlanders buitgemaakte Groote Liefde) op de Britten. Den Haen kreeg, hoewel hij zonder order daartoe meteen met zijn prijs (buitschip) terugvoer, daarom de rol van held toebedeeld: hij kreeg als beloning een gouden ereketen en de theoretische tegenwaarde van het schip, 10.000 Engelse ponden, werd hem meteen als "prijsgeld" uitgekeerd, zonder dat hij eerst hoefde af te wachten of de verkoop daarvoor wel zo veel zou opbrengen. Met het geld kocht hij in Gouda een huis op de Turfmarkt (later bekend als Het Admiraalshuis). Ook werd hij nu benoemd tot ordinaris-kapitein, dus "gewoon" kapitein in vaste dienst, op de Calantsoog van 70 kanonnen. In de Vierdaagse Zeeslag van 1666 raakte zijn schip zwaar beschadigd; in 1667 deed hij mee aan de Tocht naar Chatham in het eskader van luitenant-admiraal Willem Joseph van Ghent.
Den Haen werd op 19 juli 1669 benoemd tot schout-bij-nacht en hij nam tijdens de Derde Engels-Nederlandse Oorlog op de Gouda deel aan de Slag bij Solebay in 1672. Op 7 juni werd hij na afloop van de slag benoemd tot waarnemend viceadmiraal ter vervanging van Isaac Sweers. Den Haen was een Orangist en dat jaar werden door de Oranjepartij verschillende pogingen gedaan om Staatsgezinde officieren in diskrediet te brengen. Den Haen beschuldigde in september vijf officieren waaronder viceadmiraal Volckert Schram, schout-bij-nacht David Vlugh en kapitein Jacob Binckes, van lafheid getoond in de slag; allen werden echter door de krijgsraad vrijgesproken. Hij deed in 1673 zowel aan de Eerste als de Tweede slag bij Schooneveld mee, in het eskader van luitenant-admiraal Cornelis Tromp. Zijn optreden tijdens de Slag bij Kijkduin, waarbij een strategische overwinning op Engelsen behaald werd en Den Haen van schip moest wisselen, vormde de reden tot zijn benoeming tot viceadmiraal op 6 oktober 1673, als vervanger van de gesneuvelde Sweers.
In 1674 deed Den Haen mee aan een tocht om de Franse westkust te verwoesten; hij voer met Tromp door naar de Middellandse Zee om de Spaanse vloot te ondersteunen. In 1675 was de Haen viceadmiraal van de vloot die onder leiding van luitenant-admiraal-generaal Michiel de Ruyter in de Middellandse Zee vocht tegen de Fransen. De verhouding tussen beide mannen was niet optimaal. Regelmatig waren er spanningen mede omdat Den Haen zich onheus behandeld voelde. Na aankomst was Den Haen er met zijn flottielje vandoor gegaan en voegde zich pas na zes weken en herhaalde bevelen van De Ruyter bij de hoofdmacht, wat hem op een enorme schrobbering kwam te staan. Na het sneuvelen van De Ruyter in de Slag bij de Etna in 1676, waarin Den Haen de achterhoede aanvoerde, kreeg Den Haen van de krijgsraad het bevel over de vloot en wapperde de admiraalsvlag van zijn schip de Gouda. Meteen kreeg hij ruzie met schout-bij-nacht Pieter Middellandt. Den Haen zond een brief naar de Staten-Generaal om over de dood van De Ruyter te berichten en ook een schrijven aan Willem III van Oranje met het advies nu Tromp tot luitenant-admiraal-generaal te benoemen en Den Haen zelf als diens opvolger als luitenant-admiraal bij de Admiraliteit van Amsterdam. Daartoe is het echter niet gekomen, want Den Haen sneuvelde zelf in de door hem verloren Slag bij Palermo op 2 juni 1676, toen een kanonskogel hem het achterhoofd afschoot.
De Admiraliteit van Amsterdam wilde voor Den Haen een praalgraf oprichten maar dat werd door de Staten-Generaal uitdrukkelijk verboden. De reden die daarvoor werd opgegeven, was dat Den Haen zo een grote nederlaag had geleden bij Palermo — maar nederlagen waren eerder geen beletsel geweest. Het is daarom wel verondersteld dat de grote antipathie die alom tegen de man gevoeld werd het ware motief was of een nieuw beleid om praalgraven te ontmoedigen; dat van De Ruyter zou inderdaad het laatste zijn waartoe opdracht gegeven werd. Den Haen is na zijn dood niet als held vereerd en er zijn ook geen eigentijdse schilderijen of prenten van hem bekend.
De Haen werd pas op 26 april 1677 in de Sint Janskerk van Gouda begraven aan de voet van glas 22 (de tempelreiniging). Een rouwbord met naam en overlijdensdatum en daaronder zijn degen werden in de kerk opgehangen. Deze voorwerpen bevinden zich thans in het MuseumgoudA.

## Trivia
- In Gouda werd in 1926 de Johan den Haenstraat naar hem genoemd.
- In 2006 voerde het shantykoor 'West Zuidwest' in Gouda een theaterproductie op met het leven van Jan den Haen als thema.

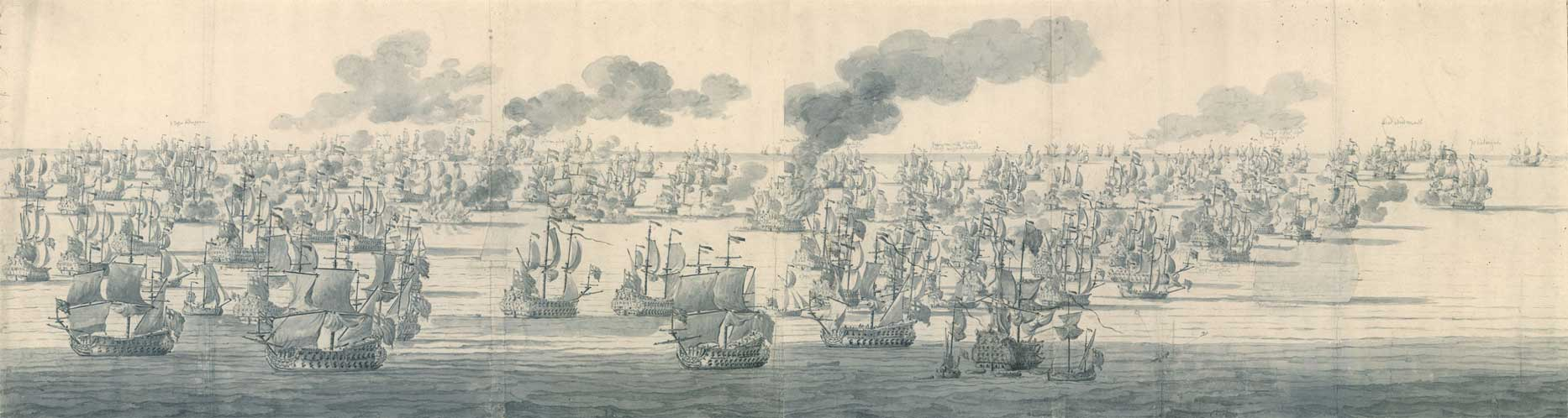
De slag bij Solebay in 1672, waaraan onder meer De Haen als schout bij nacht met zijn schip de Gouda deelnam

- Biografisch Portaal: 10781338
- Digitale Bibliotheek voor de Nederlandse Letteren: haen010
- International Standard Name Identifier: 0000 0003 9136 7694
- Nederlandse Thesaurus van Auteursnamen: 273432842
- Virtual International Authority File: 285195035